# Elymus africanus
Elymus africanus — вид рослин із родини злакових (Poaceae), ендемік Ефіопії.

## Опис
Багаторічна рослина. Стеблина 60–90 см заввишки. Язичок 1 мм завдовжки. Листова пластина 10–20 см × 2.5 мм, поверхня шершава й безволоса, вершина гостра. Суцвіття — китиця, 13 см завдовжки. Родючі колосочки сидячі й довгасті, 20 мм завдовжки, що містять 5–6 родючих квіток. Нижні й верхні колоскові луски 9.5–10.5 мм завдовжки, вершина тупа. Родюча лема від ланцетної до довгастої, 10–11 мм завдовжки, вершина тупа; є 1 остюк. Палея (верхня квіткова лусочка) завдовжки з лему. Верхівкові стерильні квіточки нагадують родючі, хоча й недорозвинені. Пиляків 3, 3.2 мм завдовжки. Зав'язь запушена на верхівці. Зернівка з прилеглим оплоднем.

## Поширення
Ендемік Ефіопії.